# Halso
Halso (finska: Halsua)  är en kommun i landskapet Mellersta Österbotten i Finland. Halso har cirka 1 083 invånare och har en yta på 428,34 km².
Grannkommuner är Kaustby, Karleby, Lestijärvi, Perho och Vetil.
Halso är enspråkigt finskt.

## Administrativ historik
1 januari 1994 överfördes ett område med 1 invånare från Halso till Kaustby kommun.

## Politik

### Mandatfördelning i Halso kommun, valen 1976–2021
| 4 | 13 |

| 5 | 11 | 1 |

| 5 | 11 | 1 |

| 5 | 11 | 1 |

| 1 | 4 | 11 | 1 |

| 1 | 2 | 13 | 1 |

| 1 | 2 | 12 | 2 |

| 1 | 2 | 13 | 1 |

| 11 | 6 |

| 1 | 3 | 12 | 1 |

| 9 | 8 |

| 4 | 12 | 1 |

| 11 | 6 |

| 2 | 11 | 2 |

| 10 | 5 |

| 3 | 8 | 3 | 1 |

| 10 | 5 |

## Demografi

### Befolkningsutveckling
| Befolkningsutvecklingen i Halso kommun 1975–2020                                                             | Befolkningsutvecklingen i Halso kommun 1975–2020 | Befolkningsutvecklingen i Halso kommun 1975–2020 | Befolkningsutvecklingen i Halso kommun 1975–2020 | Befolkningsutvecklingen i Halso kommun 1975–2020 |
| --- | ------------------------------------------------ | ------------------------------------------------ | ------------------------------------------------ | ------------------------------------------------ |
| |                                                  |                                                  |                                                  |                                                  |
| År |                                                  |                                                  | Folkmängd                                        |                                                  |
| 1975 | 1975                                             |                                                  | 1 536                                            |                                                  |
| 1980 | 1980                                             |                                                  | 1 625                                            |                                                  |
| 1985 | 1985                                             |                                                  | 1 677                                            |                                                  |
| 1990 | 1990                                             |                                                  | 1 665                                            |                                                  |
| 1995 | 1995                                             |                                                  | 1 629                                            |                                                  |
| 2000 | 2000                                             |                                                  | 1 547                                            |                                                  |
| 2005 | 2005                                             |                                                  | 1 441                                            |                                                  |
| 2010 | 2010                                             |                                                  | 1 289                                            |                                                  |
| 2015 | 2015                                             |                                                  | 1 225                                            |                                                  |
| 2020 | 2020                                             |                                                  | 1 103                                            |                                                  |
| Anm: Uppgifterna avser förhållandena den 31 december nämnda år enligt områdesindelningen den 1 januari 2022. |                                                  |                                                  |                                                  |                                                  |

### Språk
Befolkningen efter språk (modersmål) den 31 december 2022. Finska, svenska och samiska räknas som inhemska språk då de har officiell status i landet. Resten av språken räknas som främmande. För språk med färre än 10 talare är siffran dold av Statistikcentralen på grund av sekretesskäl.
| Språk                        | Talare 2022-12-31 | Talare 2022-12-31 |
| Språk                        | Antal             | Andel (%)         |
| ---------------------------- | ----------------- | ----------------- |
| Hela befolkningen            | 1 052             | 100,0             |
| Inhemska språk totalt        | 1 007             | 95,7              |
| Finska                       | 1 001             | 95,2              |
| Svenska                      | 6                 | 0,6               |
| Främmande språk totalt       | 45                | 4,3               |
| Estniska                     | 24                | 2,3               |
| Ukrainska                    | 10                | 1,0               |
| Språk med färre än 10 talare | 11                | 1,0               |

|  | Finska (95,2 %) |

|  | Svenska (0,6 %) |

|  | Främmande språk (4,2 %) |

|  | Finska (95,2 %) |

|  | Svenska (0,6 %) |

|  | Främmande språk (4,2 %) |